# Geschäftsähnliche Handlung
Geschäftsähnliche Handlungen sind auf einen tatsächlichen Erfolg gerichtete Erklärungen, deren Rechtsfolgen kraft Gesetzes eintreten. Sie gehören zu den rechtmäßigen Rechtshandlungen, bei denen es gleichgültig ist, ob der Eintritt der Rechtsfolge gewollt ist oder nicht.
Geschäftsähnliche Handlung sind gegenüber dem Rechtsgeschäft abzugrenzen, bei dem der Eintritt einer Rechtsfolge stets gewollt ist und sie sind gegenüber den Realakten abzugrenzen, Tathandlungen, die auf einen tatsächlichen Erfolg gerichtet sind, bei auch denen die Rechtsfolge kraft Gesetzes eintritt. Der wesentliche Unterschied zum Rechtsgeschäft besteht somit darin, dass sich die Willensäußerung bei der geschäftsähnlichen Handlung auf die Herbeiführung eines tatsächlichen Erfolgs richtet, beim Rechtsgeschäft hingegen auf die Herbeiführung eines rechtlichen Erfolgs (Willenserklärung). Zum anderen unterscheidet die Rechtsfiguren, dass bei der geschäftsähnlichen Handlung gesetzlich bestimmte Rechtsfolgen herbeigeführt werden, beim Rechtsgeschäft hingegen kraft Vereinbarung gewillkürte (gewollte) Rechtsfolgen. Der wesentliche Unterschied zum Realakt besteht darin, dass diesem keine Willensäußerung zugrunde liegt, sondern eine bloße Tathandlung als Willensbetätigung.

## Beispiele
Geschäftsähnliche Handlungen sind in der Regel Aufforderungen oder Mitteilungen.
- Mahnungen; gesetzliche Folge ist der Verzug (§ 286 ff. BGB)
- Nachfristsetzung des § 281 Abs. 1 Satz 1, § 323 Abs. 1 BGB, gesetzliche Folge ist das Recht zum Rücktritt oder zusätzlich im Falle des § 281 BGB zum Schadenersatz
- Aufforderung zur Abgabe einer Erklärung über die Genehmigung nach § 108 Abs. 2, § 177 Abs. 2 BGB; gesetzliche Folge ist Beginn der Zweiwochenfrist, nach deren erfolglosen Ablauf die Genehmigung als verweigert gilt
- Gewinnmitteilung nach § 661a BGB; gesetzliche Folge ist der (klagbare) Anspruch des Verbrauchers auf den Kaufpreis
- Verschiedene Mitteilungen und Anzeigen: § 149, § 170, § 171 Abs. 1, § 409, § 415 Abs. 1 S. 2 BGB; gesetzliche Folgen sind i. d. R. gewisse Fiktionen
  - Mängelanzeige nach § 377 HGB; gesetzliche Folge ist die Erhaltung der Rechte des Käufers wegen Mängel (die Rechte müssen dann später durch Willenserklärung ausgeübt werden, sofern die Anzeige nicht konkludent eine solche war)
- Nach herrschender Meinung auch Tilgungsbestimmungen (Verwendungszweckangaben).

## Rechtsfolgen
Auf geschäftsähnliche Handlungen sind teilweise die Vorschriften über Rechtsgeschäfte und Willenserklärungen analog anwendbar, insbesondere über die Geschäftsfähigkeit, der Stellvertretung und die Auslegungsvorschriften der § 133, § 157 BGB. Auch können geschäftsähnliche Handlungen beispielsweise im Fall eines Irrtums, einer Täuschung oder einer Drohung gemäß der §§ 119 ff. BGB analog angefochten werden. Vorschriften der Sittenwidrigkeit (beispielsweise § 138 BGB) ergeben bei rechtsgeschäftsähnlichen Handlung kaum Sinn, da die Rechtsfolge durch das (in der Regel verfassungskonforme) Gesetz bestimmt ist, welches somit keine Sittenwidrigkeit implizieren sollte.